# Dielenboden

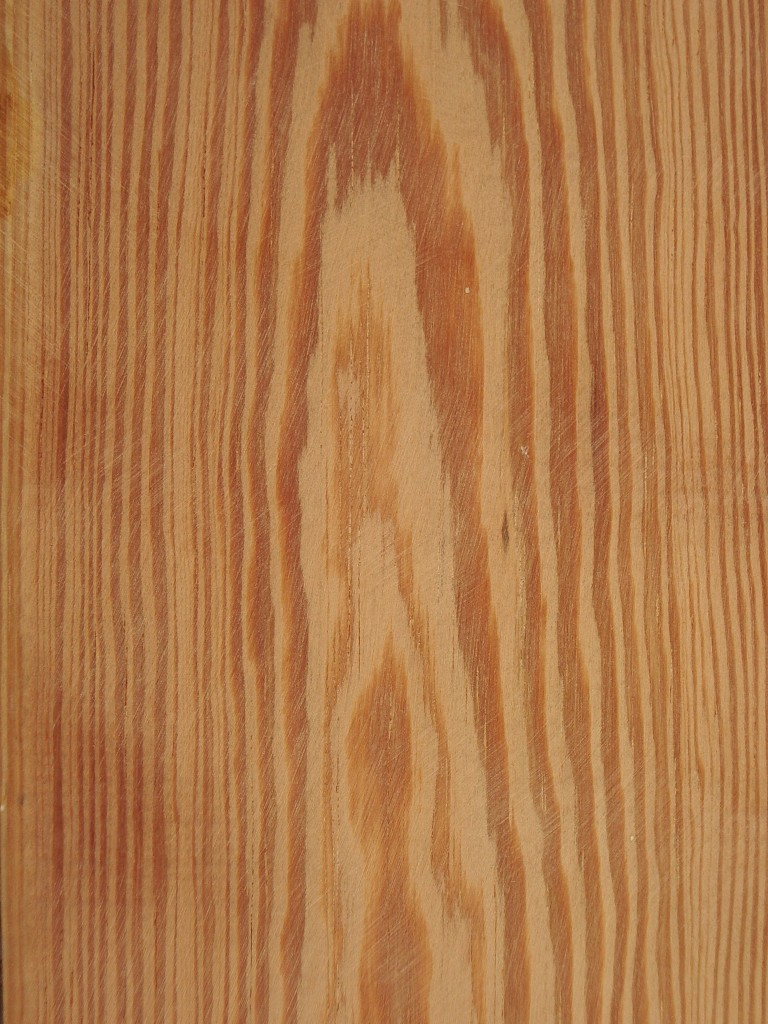
Alte Fußbodendiele aus Pitch Pine

Ein Dielenboden, auch Schiffboden oder Riemenboden, ist ein Holzfußboden aus Brettern, in Raumlängen oder variierenden Längen. Er ist neben dem Holzpflaster (Stöckelboden) aus kurzen Stirnholz-Abschnitten die älteste Form des Holzbodens.
Eine spätere Entwicklung sind Parkettböden, die aus Holzstäben zusammengesetzt werden, die in der Regel kürzer als ein Meter sind und meist aus Hartholz mit umlaufender Nut oder mit gefräster Nut und Feder vorgefertigt werden.

## Die Dielen
Dielen können aus jeder Holzsorte hergestellt werden, die sich in der gewünschten Breite rissfrei aufschneiden lässt. Erwünscht ist trockenes und maßhaltiges Holz, um eine langfristige versatz- und fugenfreie Oberfläche zu erhalten.
Traditionell werden massive Dielen in Stärken von etwa 21 bis 40 mm und einer Breite ab 100 mm verwendet. Dielenbretter werden heute meist mit Nut und Feder versehen, durch welche sich punktuelle Belastungen auf mehrere nebeneinanderliegende Dielen verteilen, so dass sich bei ausreichender Unterstützung auch dünnere Bretter ab etwa 15 mm Stärke verwenden lassen. Auch Höhenunterschiede durch Verwerfungen des Holzes können nicht auftreten.
Die Größe der Dielen wird begrenzt durch Faktoren wie Stammlänge und -breite, Schwindverhalten des Holzes, Größe der Trockenkammer und den Transportmöglichkeiten. Möglich sind häufig Längen bis etwa 15 m und Breiten bis 60 cm. Besonders breite und lange Massivholzdielen werden als Schlossdielen bezeichnet. Hochwertige Holzböden werden oft durchgehend in Raumlänge verlegt.
Heute werden Dielen auch in der Art von Furnier- oder Brettschichtholz zwei- oder mehrschichtig verleimt und im Handel oft als Landhausdielen oder Parkettdielen bezeichnet.
- Bei der Fertigung entsteht kaum Verschnitt, da die Schichten vor dem flächigen Verleimen per Keilzinkenverbindung endlos aneinandergesetzt werden.
- Durch die Verleimung von mehreren vorgetrockneten Schichten kann eine für Trag- und Nutzschichten jeweils passende Holzqualität ausgewählt werden. Dadurch ergibt sich ein sehr maßhaltiger Dielenboden.
- Für die Sicht- und Nutzfläche wird ein festes und fehlerfreies Holz mit gleichmäßiger Maserung ausgewählt, während in den anderen Schichten Resthölzer verarbeitet werden können.
- Die oberste Schicht sollte wenigstens 8 mm stark sein, damit der Holzfußboden zur Renovierung einige Male abgeschliffen werden kann, ohne die Nutzschicht durchzuschleifen.

Als Nadelholz werden meist Kiefer, Lärche oder Fichte bzw. Tanne verwendet. In Altbauten wurden um 1900 häufiger die Importhölzer Pitch Pine und Oregon Pine (Douglasie) verwendet. Hochwertigere Fußböden werden aus den Laub- oder Tropenhölzern hergestellt.

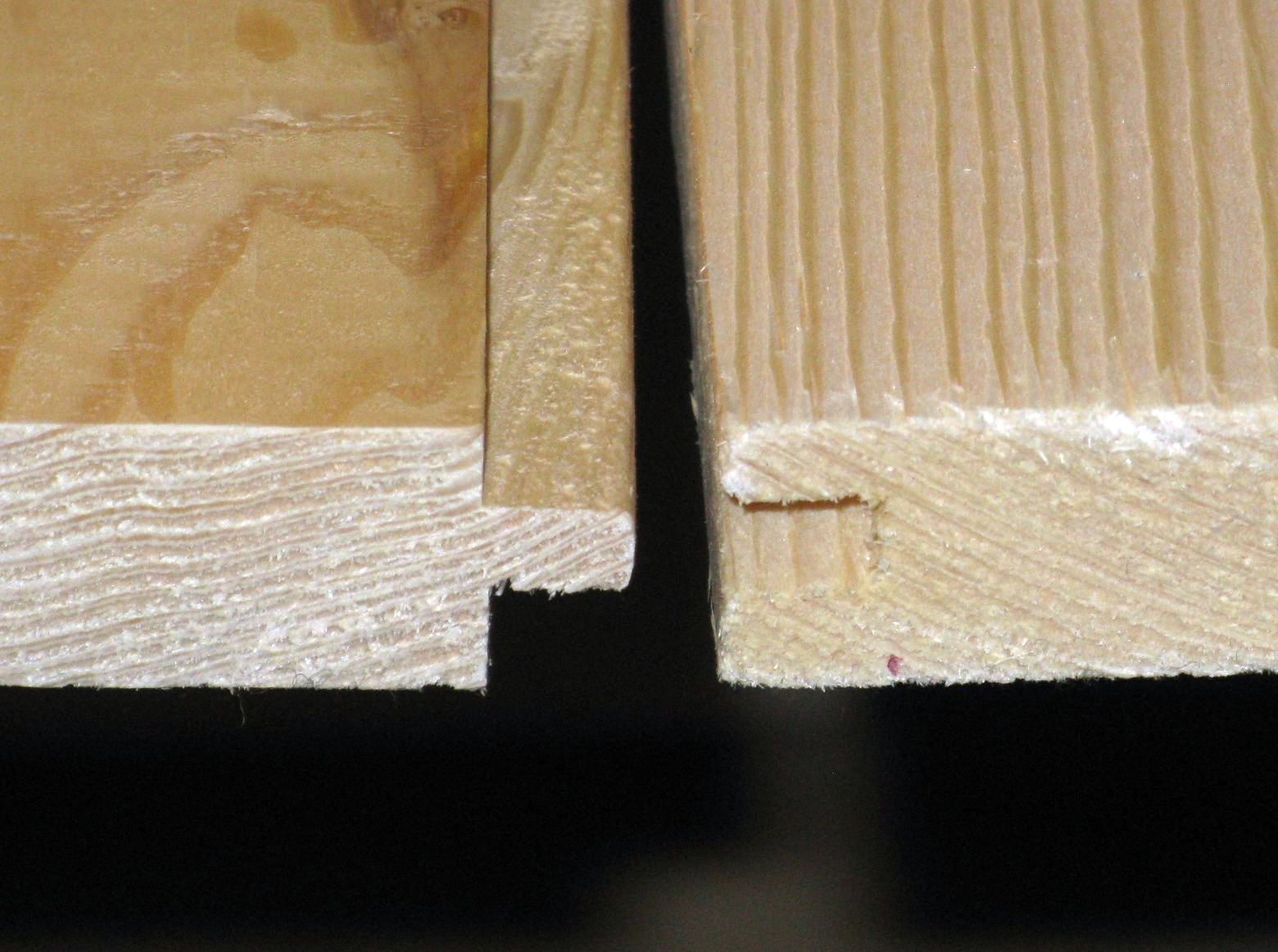
Spundung bei Holzdielen, die auch stirnseitig angewendet werden kann.

Vor dem Aufkommen von Sägewerken, teilorts auch bis um 1910, wurden Dielen per Hand mit der Dielsäge, einer speziellen Trummsäge, gesägt. Sehr breite Dielen wurden aus der Mitte des Stammes gesägt, da sich diese sogenannten „Herzbretter“ weniger verziehen. Damit waren Dielen mit Breiten von bis zu einem Meter und darüber möglich, die einen ähnlich gleichmäßig liegenden und stabilen Boden ergeben wie gespundete Bretter. Die Rissbildung wurde in Kauf genommen. Mit der industriellen Holzverarbeitung (in Deutschland etwa ab 1850) konnten die Dielen dünner und einheitlich breit gefertigt werden und wurden meist durch eine Nut- und Federverbindung gespundet. Die Länge war so bemessen, dass sie der Raumlänge quer zur Balkenlage entsprach. Bei sehr großen Räumen oder Fluren wurden die Dielen längs auf einem Deckenbalken gestoßen.
Statt den früher üblichen variablen Längen werden Landhausdielen und viele Massivholzdielen heute mit einer festen Konfektionslänge von etwa zwei Meter geliefert und sind allseits gespundet. Durch die Nut- und Feder-Verbindung der Dielen untereinander müssen sie nicht auf den Balken gestoßen werden und können somit fortlaufend ohne Verschnitt verlegt werden.

## Herstellung der Dielen
Im Gegensatz zu Brettern für den allgemeinen Bedarf wird das Rundholz bevorzugt im Riftschnitt aufgetrennt, so dass die Jahresringe des fertigen Dielenbretts vorwiegend senkrecht stehend verlaufen. Liegende Jahresringe können besonders bei schnellwachsendem Nadelholz dazu führen, dass sich stellenweise eine flach auslaufende, splittrige Holzschicht entlang des Verlaufs der Jahresringe von der Oberfläche des Fußbodens löst.
Zur Herstellung von Antikdielen wird traditionell Holz aus alten Scheunen und Gehöften wiederverwendet. Da der Bedarf den Ertrag übersteigt, wird junges Holz künstlich gealtert und mit Gebrauchsspuren versehen.

## Konstruktion und Funktion

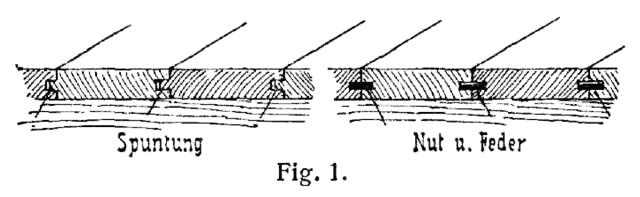
Verzapfungsarten und Fixierung von Dielenböden

Bei traditionellen Holzbalkendecken wurden die Dielenbretter direkt auf die Deckenbalken genagelt. Bei gespundeten Dielen werden in der Regel Stifte (Nägel mit kleinem Kopf) schräg durch die Feder getrieben, so dass der Nagel an der Oberfläche nicht sichtbar ist. Bei der Altbausanierung können unebene und durchgebogene Balkenlagen durch entsprechend zurechtgeschnittene Futterhölzer (zum Ende hin spitz auslaufende Leisten) in der Höhe ausgeglichen werden. Ist die Seite der Balken zugänglich, so lässt sich der Höhenausgleich leicht herstellen, indem Bohlen seitlich an die Balken geschraubt werden. An durchhängenden Balken werden die Bretter den Balken gegenüber nach oben überstehend befestigt, so dass die Dielen an diesen Stellen alleine von den Bohlen getragen werden.
Nach dem Eurocode 5 (EN 1995-1-1) ist für Dach- und Deckenscheiben stets ein rechnerischer Nachweis zu erstellen. Gemäß der im Jahr 2004 zurückgezogenen DIN 1052 Teil 1 konnte bei Mauerwerksbauten mit bis zu zwei Vollgeschossen und aussteifenden Wänden nach DIN 1053 Teil 1 (ebenfalls zurückgezogen) Abb. 2.1 eine „Scheibe ohne rechnerischen Nachweis“ angenommen werden, wenn
- tragende Deckenschalungen (z. B. Dielenboden) aus Brettern mit wenigstens 12 cm Breite oder Holzwerkstoffplatten vorhanden sind,
- Zuganker nach DIN 1053 Teil 1 Abschnitt 3.3.3.2. angeordnet werden und
- das Gebäude durch Wände entsprechend DIN 1053 Teil 1 Tabelle 3, von Wand zu Wand durchlaufend ausgesteift ist.[6]

Historisch wurde die statische Aussteifung auch durch im 45°-Winkel zu den Balken verlegte Dielen oder durch zusätzliche, diagonal verlegte Stahlbänder erreicht. Heute übernehmen dies meistens Unterböden aus breiten Werkstoff- oder Gipsfaserplatten.
Werden Dielen unmittelbar auf den Holzbalken befestigt, so übertragen diese Trittschall und in geringem Maße auch Luftschall auf angrenzende Räume. Darunterliegende Räume können durch eine abgehängte, schalltechnisch entkoppelte Unterdecke vor der Übertragung von Geräuschen geschützt werden. In reinen Holzbauten übertragen die Deckenbalken den Trittschall jedoch über ihre Auflager in das gesamte Bauwerk. In diesem Fall sowie wenn in Massivbauten auf eine schwingend aufgehängte Unterdecke verzichtet werden soll, sollte der Dielenboden nicht direkt auf den Holzbalken befestigt werden.
In der Regel werden heute zunächst Lagerhölzer lose auf die Deckenbalken gelegt, die durch dazwischenliegende Trittschall-Dämmstreifen (z. B. Filz) von den Balken entkoppelt sind. Die Lagerhölzer werden nach dem Verlegen des Bodens ausschließlich mit den Dielen verschraubt. Es ist besonders darauf zu achten, dass keine Schraube durch den Trittschallschutz bis in den Deckenbalken geschraubt wird. Dielen können alternativ auf einen Tragschicht aus Plattenmaterial oder auf einen gut durchgetrockneten Estrich verlegt werden.
Traditionell wurden die Lagerhölzer oft auch lose in die Füllung aus Hochofenschlacke gelegt, die zum Brand- und Luftschallschutz in die Zwischenräume der Balken eingebracht wurde und beispielsweise von einem darunter befindlichen Blindboden aus Einschieblingen getragen wurde.
Ein Dielenboden auf Massivdecken wie Beton benötigt Lagerhölzer, die auf dem rohen Boden liegen können oder mit elastischen Klebstoffen direkt auf den Estrich geklebt werden. Die Oberfläche blieb entweder unbehandelt oder wurde mit Ochsenblut oder Bohnerwachs versiegelt. Später kam die Versiegelung mit Klarlack hinzu, in neuester Zeit ist das Ölen eine Alternative.
In der Gegenwart werden Mehrschicht-Dielen, die als gespundet oder auch als Klick- bzw. Lock-Systeme angeboten werden, schwimmend auf Estrich oder Blindböden verlegt oder verklebt. Derartige Bodenaufbauten haben keine tragende oder statische Funktion mehr.

## Renovierung
Wenn im verlegten Boden Fugen auftreten, können diese bei gespundeten Brettern mit einer Kittmasse gefüllt oder mit Holzleisten ("Holzspliss") ausgespant werden. Historische Dielen ohne Spundung bewegen sich gegeneinander, so dass sich Fugenkitt in der Regel wieder löst. Die Fugen sind meist nicht gleichmäßig breit, so dass passende Leisten individuell vor Ort geschnitten und angepasst werden müssen. Um sich durch die Relativbewegung der Dielen nicht wieder zu lösen, sollten die Leisten lediglich einseitig verleimt werden. Alternativ können sie durch feine Leistenstifte (ohne oder mit Stauchkopf) schräg an der Diele angeheftet werden.
Wenn sich von der Oberfläche des Holzfußbodens Splitter lösen kann der Fußboden neu abgeschliffen werden. Es ist jedoch damit zu rechnen, dass sich nach einiger Zeit wieder Splitter bilden. Abhilfe schafft eine Versiegelung mit Fußbodenlack (die je nach Nutzungsintensität gelegentlich erneuert werden muss). Alternativ können die betroffenen Stellen mit rotierenden Schleifbürsten bearbeitet werden, deren Schleifborsten die Splitter abtragen. Tischlereien, die in der Altbausanierung oder in der Denkmalpflege tätig sind, besitzen häufig entsprechende Bürstenmaschinen. Durch das Bürsten des Fußbodens wird die Maserung plastisch hervorgehoben.

## Historische Dielenböden
Guterhaltene historische Dielenböden sind heute selten zu finden, da das dafür zumeist verwendete Tannenholz ein Weichholz ist, das leicht der Abnutzung unterlag, und „ausgetreten“ wurde. Die Schuhe waren zudem genagelt. Zudem wurden diese Böden früher regelmäßig gescheuert: Mit reichlich Wasser, Scheuersand und Bürste geschruppt, löste dies die oberen Schichten ab, so dass die härteren Aststellen hervortraten.

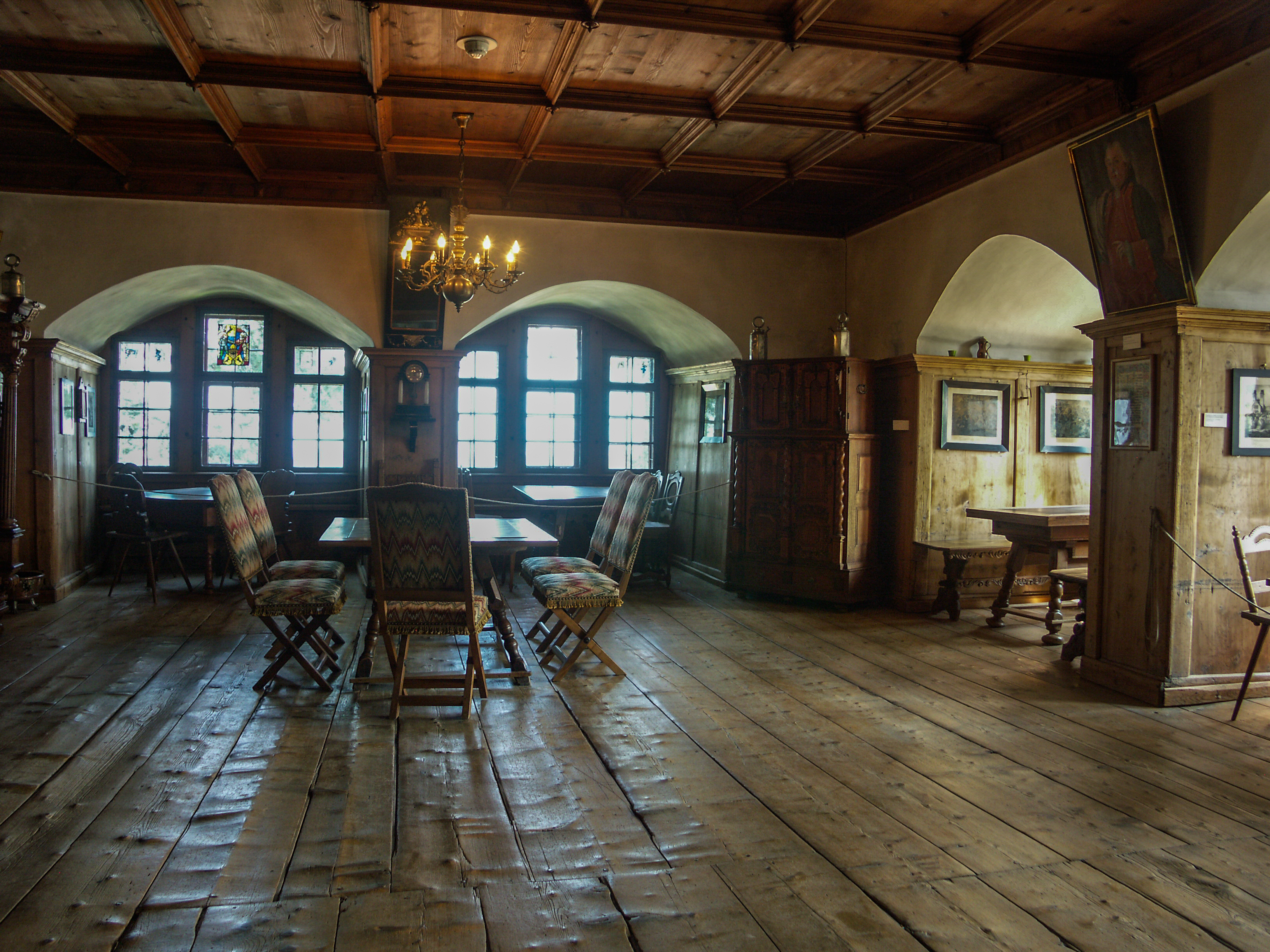
Rittersaal Schloss Werdenberg
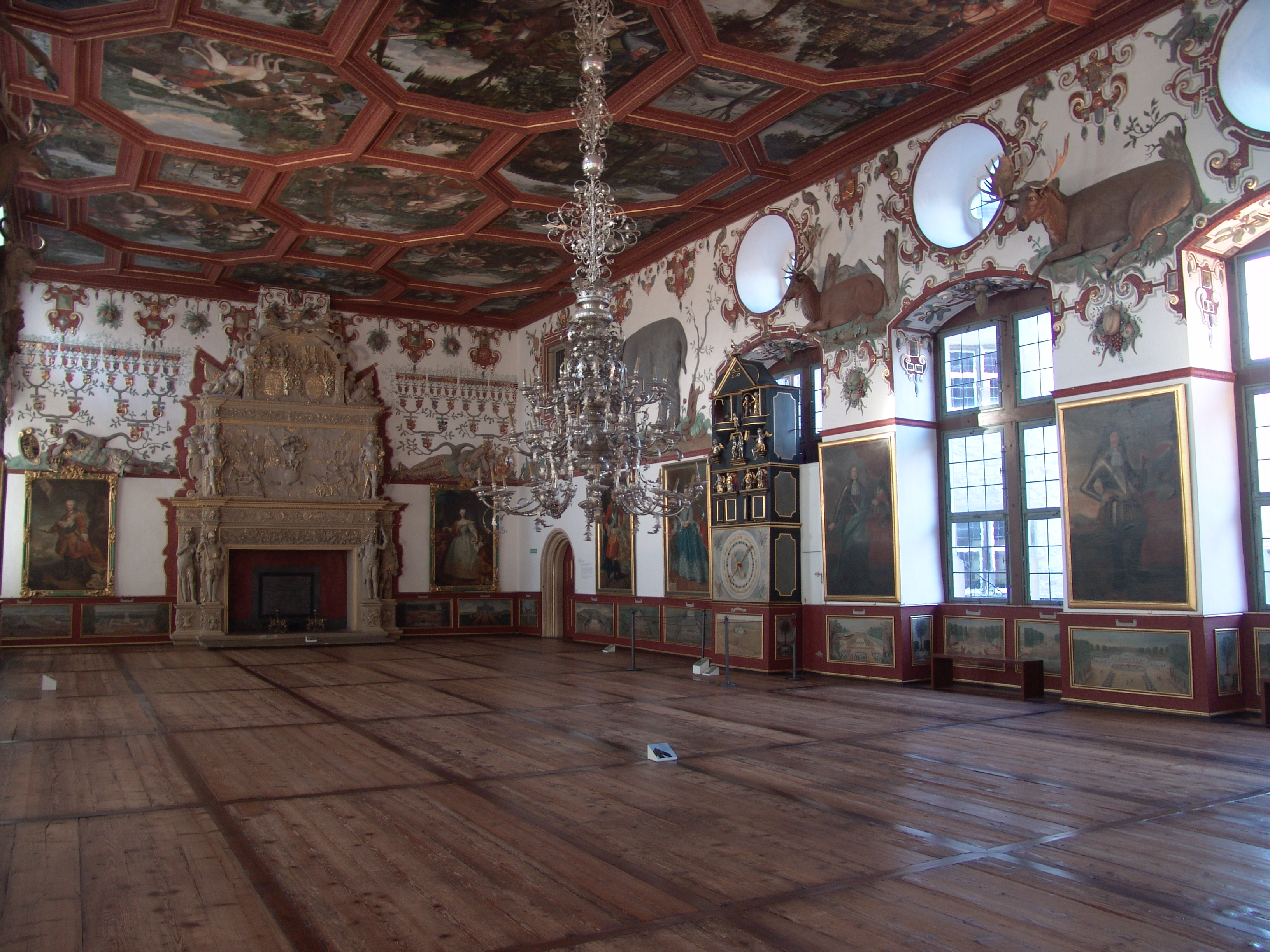
Rittersaal Schloss Weikersheim
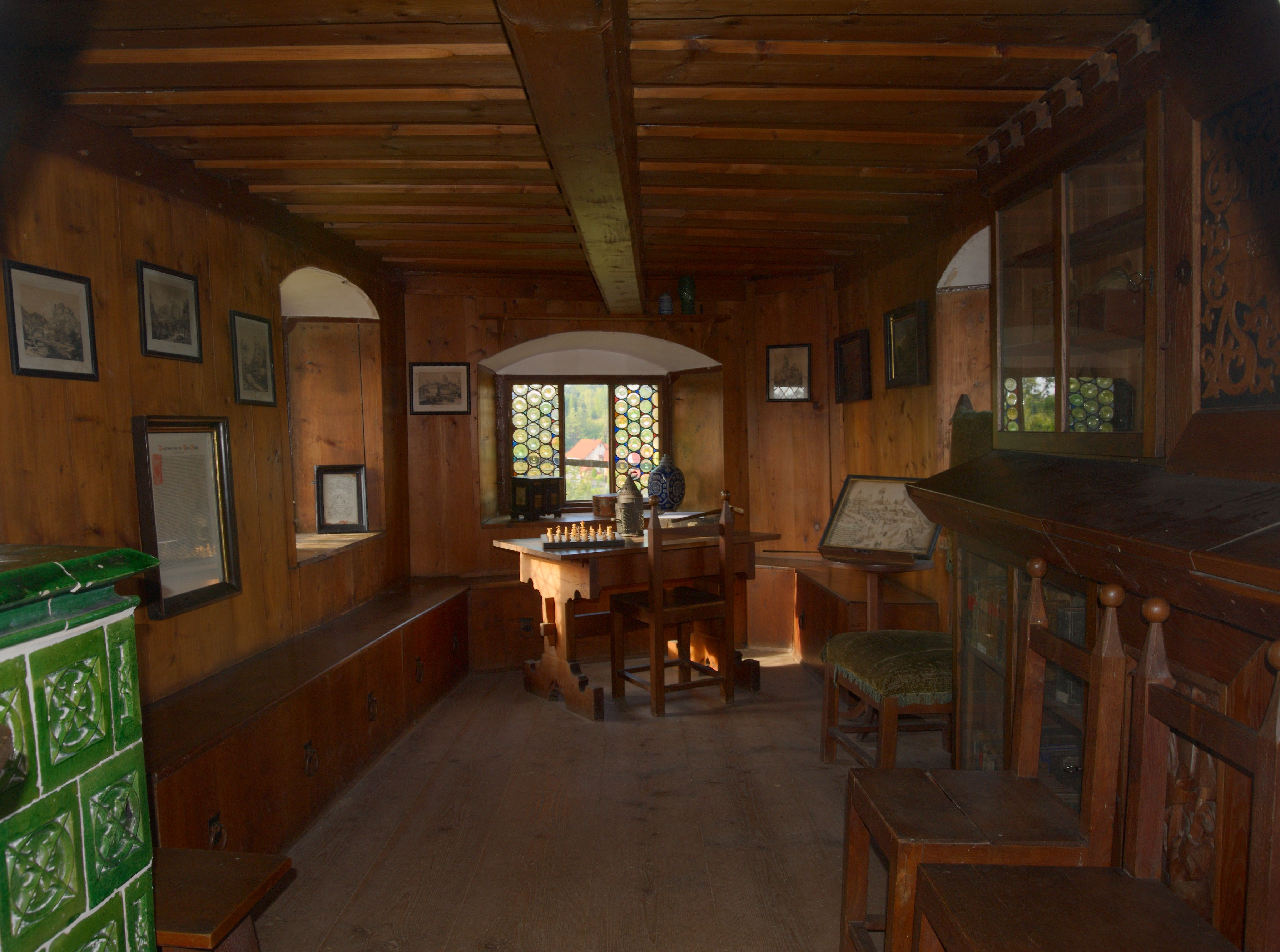
Studierzimmer von 1820 des Hans von und zu Aufseß im Schloss Unteraufseß
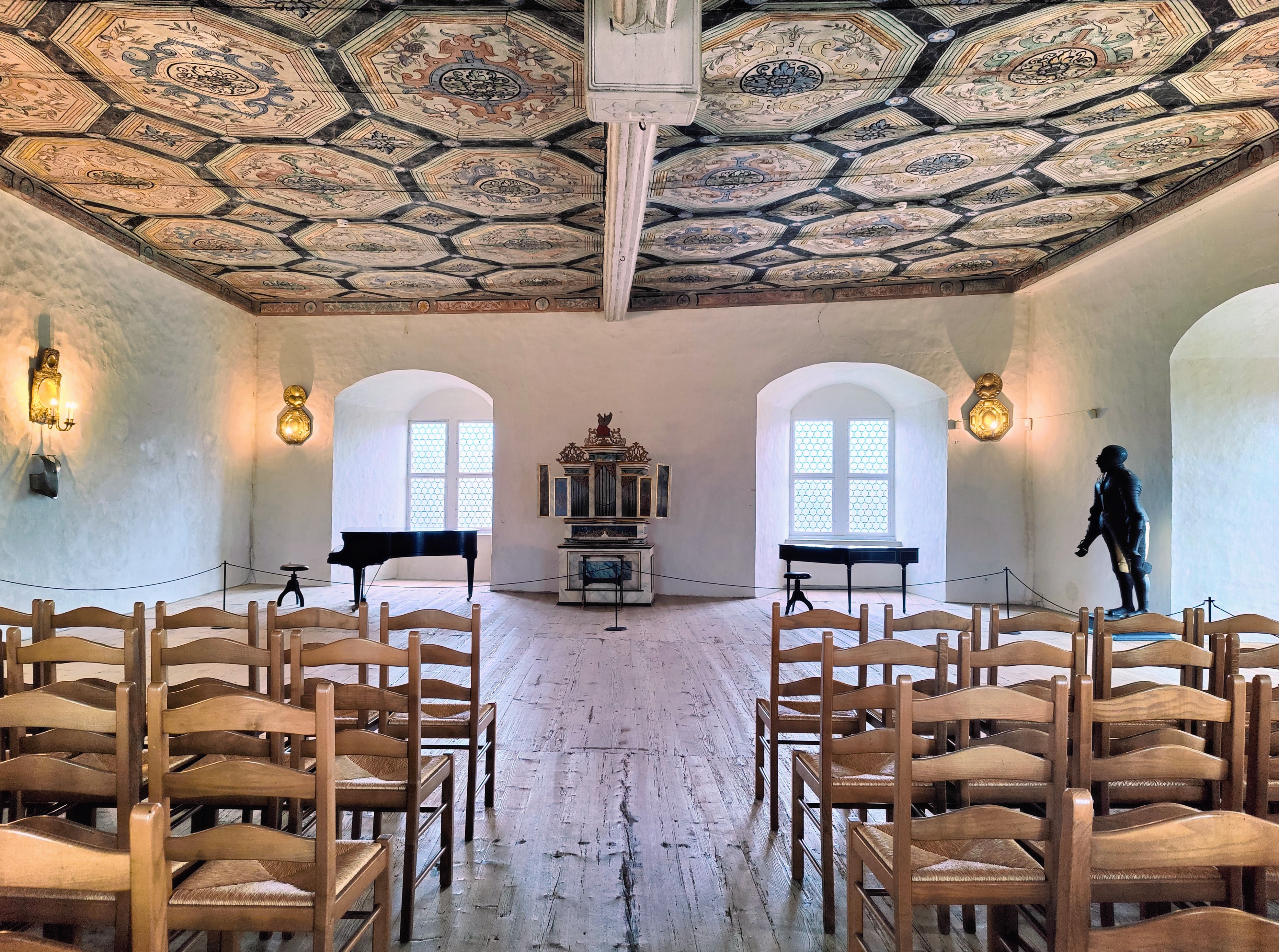
Rittersaal Schloss Burgk
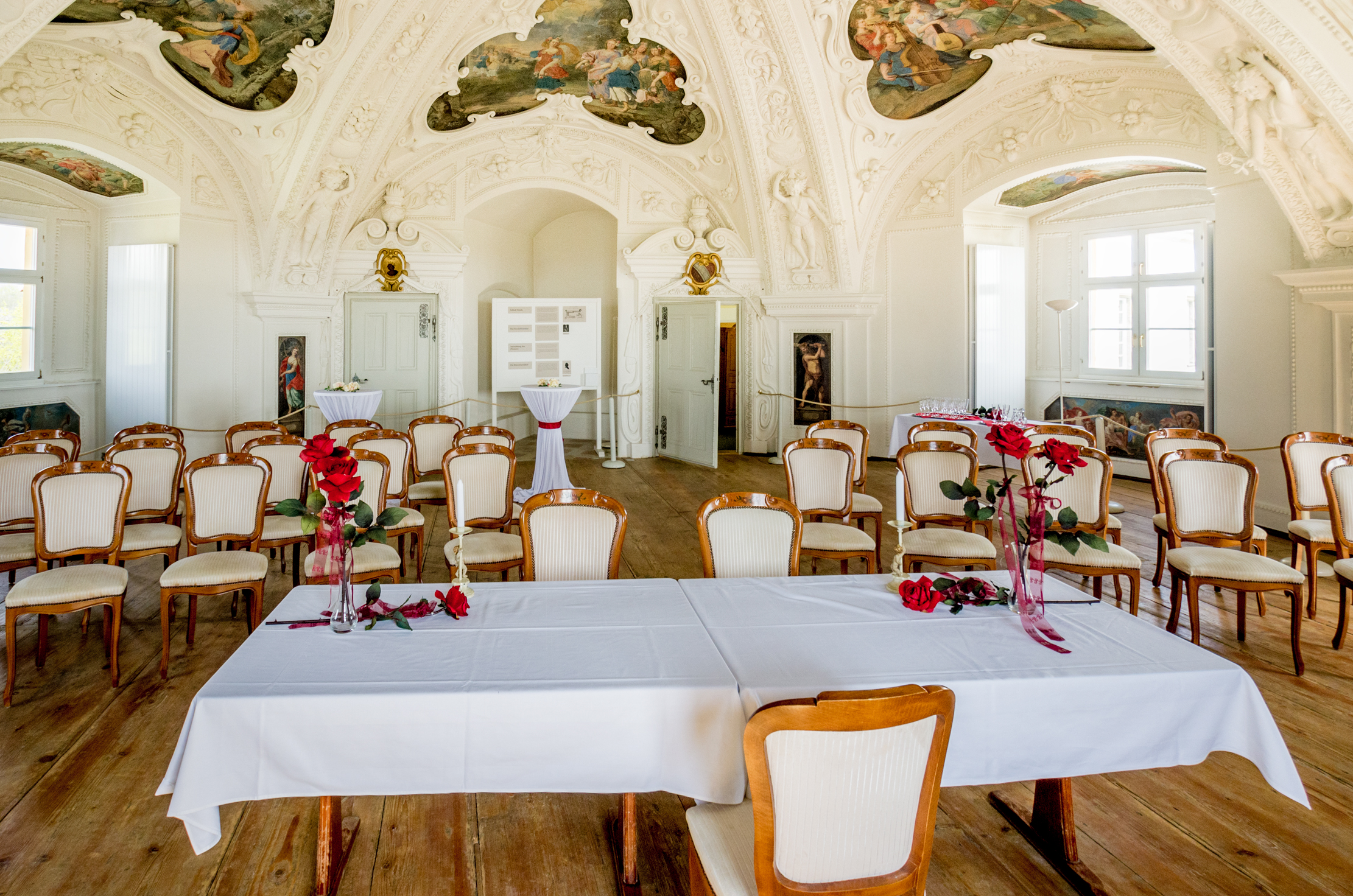
Rondellzimmer im Schloss Wörth an der Donau